# Jukun takum
Pour les articles homonymes, voir jukun.
Le jukun takum, aussi appelé diyu, jukun ou njikum (terme préféré au Cameroun), est une langue jukunoïde, parlée principalement au Cameroun, dans la région du Nord-Ouest, le département du Menchum, l'arrondissement de Furu-Awa, les villages de Ntjieka, Furu-Turuwa et Furu-Sambari. Il est également utilisé au Nigeria, mais plutôt comme langue véhiculaire (L2).
En 2000, le nombre de locuteurs était estimé à 2 440 au Cameroun.